# DEMCHUK
Василь Демчук (нар. Зарічне, Рівненська область, Україна) — український співак, відоміший за сценічним ім'ям DEMCHUK. Учасник нацвідбору до Євробачення 2023.

## Біографія
Народився у Зарічному. У віці трьох років переїхав до Глевахи.
Брав участь у шоу «Голос. Діти», «Голос країни» та «Співають всі». Був вокалістом українського гурту «Cloudless».
Також відомий тим, що записує та викладає пісні в TikTok. Саме в соцмережі фрагмент його пісні «Sorry» почула Настя Каменських і запропонувала йому заспівати разом. Так з'явився їхній дует, який у листопаді 2021 року виконав пісню «Sorry 2».
1 грудня 2022 року стало відомо, що співак представить свою пісню «Alive» на нацвідборі до Євробачення 2023.
17 грудня 2022 року у фіналі нацвідбору до Євробачення 2023 виступив із своєю першою англомовною піснею «Alive» та посів 5 місце з 10 учасників.

## Дискографія

### Сингли
- «Всю тебя» (2021)
- «Вспоминай» (2021)
- «Baby Don't Cry» (2021)
- «Sorry» (2021)
- «Sorry 2» (2021)
- «Забиваю на все» (2022)
- «Украла» (2022)
- «Закривай очі» (2022)
- «Не забуду» (2022)
- «Slow» (2022)